# Arquitetura da África

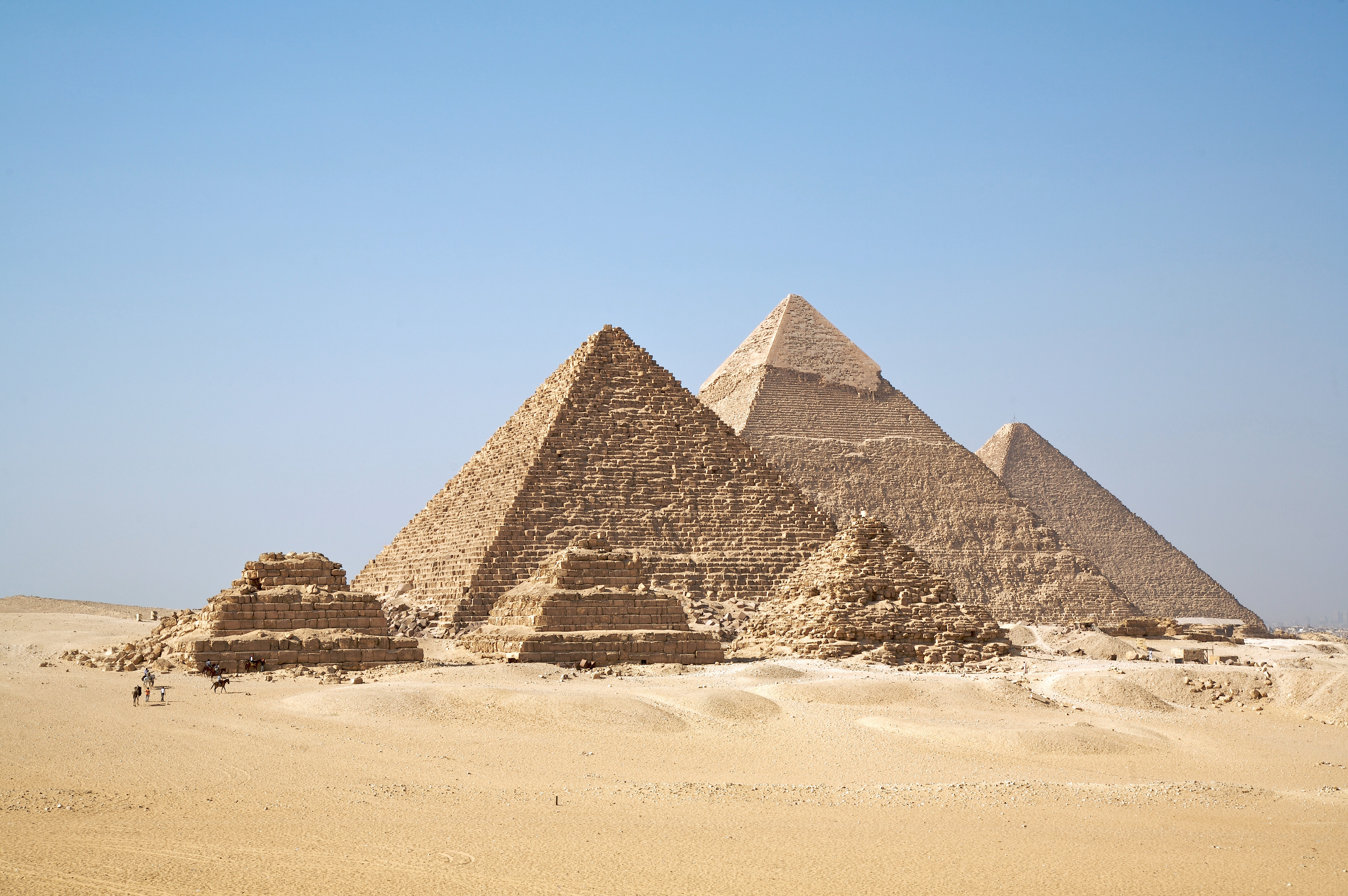
As Grandes Pirâmides de Gizé são consideradas um dos maiores feitos arquitetónicos de todos os tempos e são uma das Sete Maravilhas do Mundo Antigo

Tal como outros aspectos da cultura africana, arquitectura africana 'é excepcionalmente diversificada. Ao longo da história de África, os grupos etnolinguísticos que povoaram África desenvolveram as suas próprias tradições arquitetónicas locais. Em alguns casos, podem ser identificados estilos regionais mais amplos, como a arquitetura sudanesa-saheliana da África Ocidental. Um tema comum em grande parte da arquitetura tradicional africana é o uso da escala fractal: pequenas partes da estrutura tendem a parecer semelhantes a partes maiores, como uma aldeia circular feita de casas circulares.
Tal como a maioria das tradições arquitectónicas noutros lugares, a arquitectura africana tem estado sujeita a numerosas influências externas desde os primeiros períodos. A arquitectura ocidental também teve impacto nas zonas costeiras desde finais do século XV e é actualmente uma importante fonte de inspiração para muitos edifícios, particularmente nas grandes cidades.
A arquitetura africana utiliza uma grande variedade de materiais, incluindo palha, pau/ madeira, barro, tijolo de barro, adobe, taipa e pedra. Estas preferências de materiais variam de acordo com a região: Norte de África para pedra e taipa, Corno de África para pedra e argamassa, África Ocidental para lama/ adobe, África Central para palha/madeira e materiais mais perecíveis, Sudeste e Sul de África para pedra e palha/madeira. Um exemplo de arquitetura nativa africana construída especificamente para combater o colonialismo inclui os fortes Taleh na Somalilândia construídos durante a era do movimento dervixe.

## Arquitetura antiga
Indiscutivelmente a classe de estrutura mais famosa de toda a África, as Pirâmides do Egito continuam a ser uma das maiores conquistas arquitetónicas do mundo, independentemente da praticidade e das origens num contexto funerário. As tradições arquitetónicas existentes também viram o crescimento de vastos complexos de templos e edifícios.
Pouco se sabe sobre a arquitetura antiga ao sul e ao oeste do Saara. Mais difíceis de datar do que as pirâmides são os monólitos ao redor do rio Cross, que apresentam desenhos geométricos ou humanos. O grande número de círculos megalíticos na Senegâmbia também evidencia uma arquitetura emergente.

### Norte da África

#### Egito
O êxito da arquitetura do Antigo Egito incluíam pirâmides, templos, cidades fechadas, canais e represas. A arquitetura desta época não era um estilo, mas sim um conjunto de estilos diferentes, que se sucederam ao longo do tempo, mas com alguns pontos em comum. Os exemplos mais famosos da arquitetura egípcia antiga incluem a Grandes Pirâmides e a Esfinge de Gizé, o templo de Carnaque e o de Abu-Simbel. A maioria dos edifícios foi construída com tijolos de barro disponíveis localmente e calcário produzidos por escravos. As colunas eram normalmente adornadas com capitéis decorados que remetiam a motivos vegetalistas importantes para a civilização egípcia, como o papiro.

#### Arquitetura deslumbrante

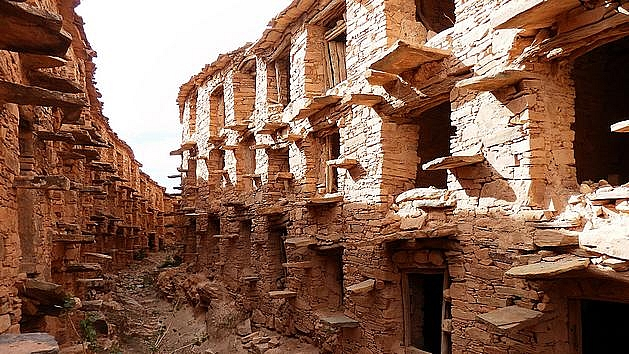
Um "agadir", ou tradicional celeiro colectivo fortificado.

Os berberes deixaram para trás milhares de tumbas pré-cristãs, cuja arquitetura era única no noroeste da África. O mais famoso é o túmulo da mulher cristã no oeste da Argélia. Esta estrutura consiste em colunas, uma cúpula e percursos espiralados que conduzem a uma única câmara.
Enormes edifícios feitos de tijolos de barro amazigue data de 110 a.C.. Uma característica comum da arquitetura amazigue é o agadir, ou celeiro fortificado. Cidades como Ceuta, Chellah e Volubilis foram influenciadas pela arquitetura fenícia e Romana.

#### Núbia

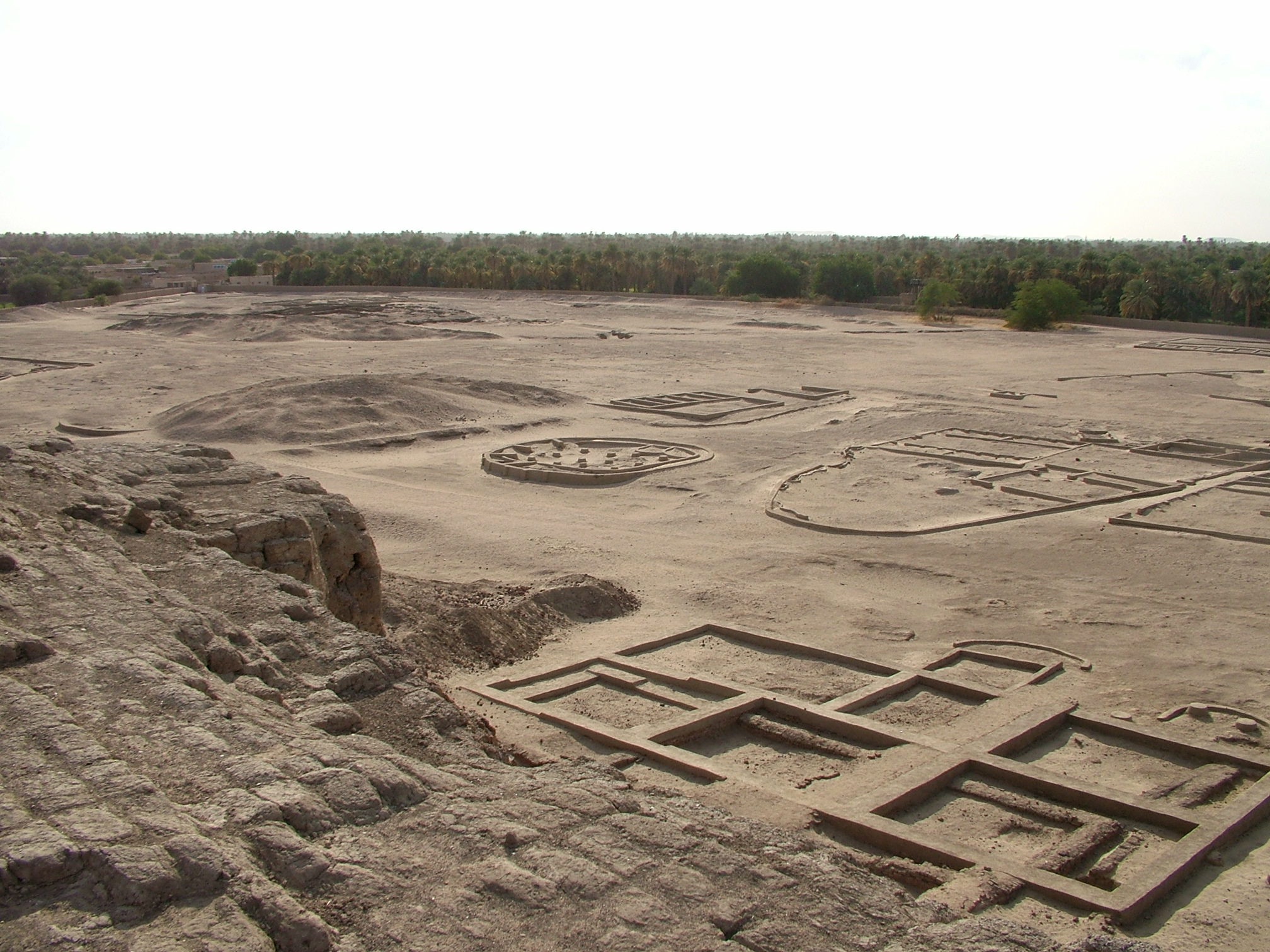
A cidade de Querma

A arquitetura núbia é uma das mais antigas do mundo. O estilo mais antigo da arquitetura núbia inclui a speos, estruturas esculpidas em rocha sólida sob a Cultura do Grupo-A (3700–3250 a.C.). Os egípcios tomaram emprestado e fizeram uso extensivo do processo na Gruta de Ártemis e Abu-Simbel. A cultura do grupo A eventualmente levou à cultura do grupo C, que começou a construir usando materiais leves e flexíveis, peles de animais, tijolo de pau-a-pique e barro, permitindo estruturas maiores do que tijolos de barro que mais tarde se tornou a norma.

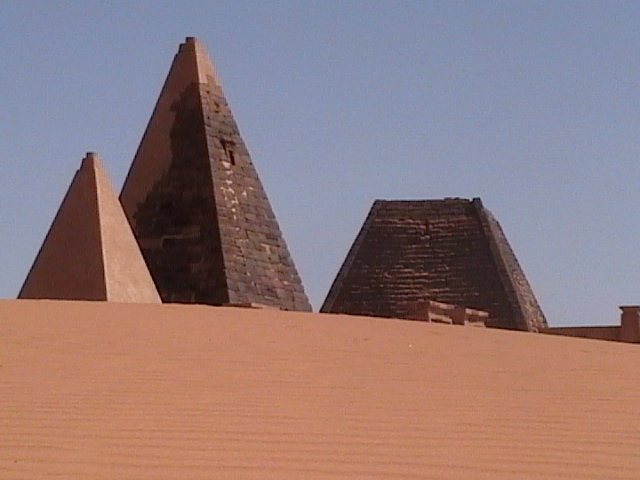
Pirâmides da Núbia em Meroé

A cultura do grupo C estava relacionada com a da cidade de Querma, fundada por volta de 2 400 a.C.. Era uma cidade murada contendo edifícios religiosos, grandes habitações circulares, um palácio e ruas bem definidas. Na zona leste da cidade existia um templo mortuário e uma capela. Tinha uma população de 2.000 habitantes. Uma da suas estruturas mais duradouras era o Defufa, um templo de tijolos de barro, sobre o qual eram realizadas cerimônias.
Entre 1500 e 1 085 a.C., o Egito conquistou e dominou a Núbia, conduzindo á fase napatana da história núbia: o nascimento de Reino de Cuxe. Cuxe foi imensamente influenciado pelo Egito e acabou conquistando o Egito. Durante esta fase ocorreu a construção de inúmeras pirâmides e templos. Gebel Barcal, na cidade de Napata, foi um local significativo, onde os faraós cuxitas receberam legitimidade.
Treze templos e dois palácios foram escavados em Napata, que ainda não foram totalmente desenterrados. Sudão contém 223 pirâmides núbias, mais numerosas, mas menores que as pirâmides egípcias, em três locais principais: Elcurru, Nuri e Meroé. Os elementos das pirâmides núbias, construídas para reis e rainhas, incluíam paredes íngremes, uma capela e escadas voltadas para o leste, e uma câmara acessada por uma escada. O sitio Meroé tem o maior número de pirâmides e é considerado o maior sítio arqueológico do mundo. Por volta de 350, a área foi invadida pelo Reino de Axume o reino de Napatan entrou em colapso.

### Chifre da África

#### Império Axumita

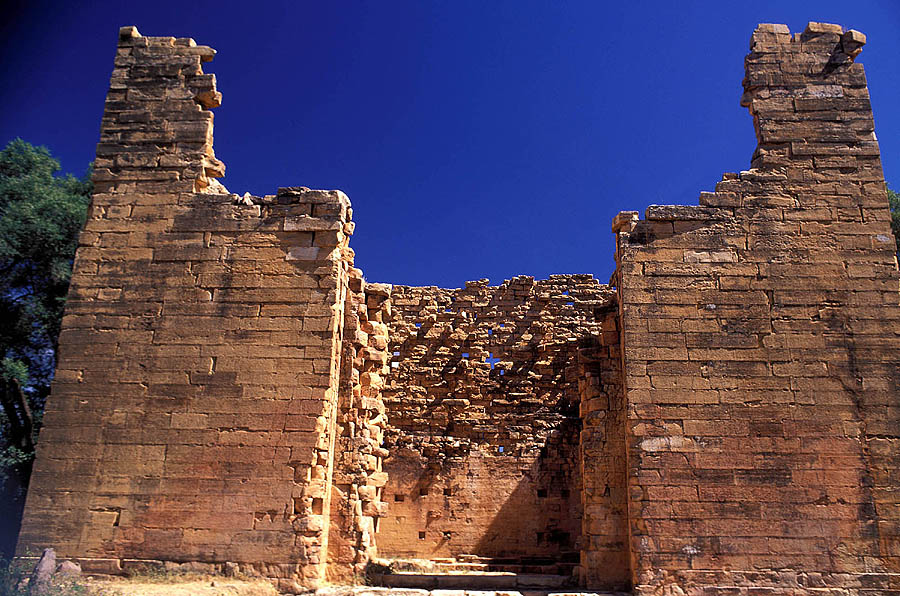
As ruínas do templo de Yeha, na Etiópia

A arquitetura axumita floresceu na região etíope, como atestado pelas numerosas influências axumitas dentro e ao redor das igrejas medievais de Lalibela, onde foram escavadas na rocha estela (hawilt) e, posteriormente, igrejas inteiras. Outras estruturas monumentais incluem enormes tumbas subterrâneas, muitas vezes localizadas sob estelas. Outras estruturas bem conhecidas, empregando construção monolítica, incluem a tumba da porta falsa e as tumbas de Calebe e de Gebra Mescal em Axum.
A maioria das estruturas, entretanto, como palácios, vilas, cortiços e outras igrejas e mosteiros, foram construídas com camadas alternadas de pedra e madeira. Alguns exemplos deste estilo tinham exteriores e/ou interiores caiados de branco, como o Mosteiro medieval de Yemrehanna Krestos, no século XII, construído em estilo axumita. As casas contemporâneas eram estruturas de pedra de um cômodo, casas quadradas de dois andares ou casas redondas de arenito com fundações de basalto. As vilas tinham geralmente dois a quatro andares de altura e vastas plantas retangulares (ver ruínas Dungur). Um bom exemplo de arquitetura axumita ainda existente é o mosteiro de Debre Damo do século VI.

### África Ocidental

#### Tichite Ualata
Tichite Ualata é a mais antiga coleção sobrevivente de assentamentos na África Ocidental e o mais antigo de todos os assentamentos baseados em pedra no sul do Saara. Foi construído pelos soninquês e é considerado o precursor do Império do Gana. Foi colonizada por um povo agropastoril por volta de 2.000 a 300 a.C, tornando-o quase 1000 anos mais velho do que se pensava anteriormente. Existem ruas bem definidas e complexos fortificados, todos feitos de alvenaria de pedra qualificada. Ao todo, foram 500 assentamentos.

#### Tunísia

##### Cartago
Grandes regiões do Norte de África, especialmente perto das costas, ficaram sob o controlo de Cartago no auge do seu poder no século III a.C.(p24) Os vestígios de Cartago encontram-se hoje perto de Tunes e contêm vestígios de vários períodos que vão desde o período púnico (Cartago fenício) até à posterior ocupação árabe. Vestígios do Império Cartaginês incluem os "Portos Púnicos" (os portos da cidade) e um santuário e necrópole dedicado a Baal Hammon, conhecido hoje como o Santuário de Tophet.
Depois de derrotar Cartago, Roma assumiu progressivamente o controlo de toda a costa do Norte de África, desde o Egipto até à costa atlântica do actual Marrocos. Os principais sítios romanos na actual Tunísia (a antiga província romana conhecida como África) incluem Cartago Romana, o anfiteatro de El Jem, e os sítios de Dougga (Thugga) e Sbeitla (Sufetula). Locais bem preservados na Líbia incluem Sabratha e Leptis Magna. Na Argélia, os principais locais incluem Timgad, Djémila e Tipasa. Em Marrocos, cidades como Septa (Ceuta), Sala Colonia (Chellah) e Volubilis foram fundadas ou desenvolvidas pelos romanos e conservam vestígios da sua arquitetura.